# Бертельсдорф
Бертельсдорф (нем. Berthelsdorf; в.-луж. Batromjecy) — бывшая община в немецкой федеральной земле Саксония. С 1 января 2013 входит в состав города Хернхут.
Подчиняется административному округу Дрезден. Входит в состав района Гёрлиц. Подчиняется управлению Херрнхут.  Население составляет 1513 человек (на 31 декабря 2016 года). Занимает площадь 22,24 км².
Община подразделяется на 2 сельских округа.

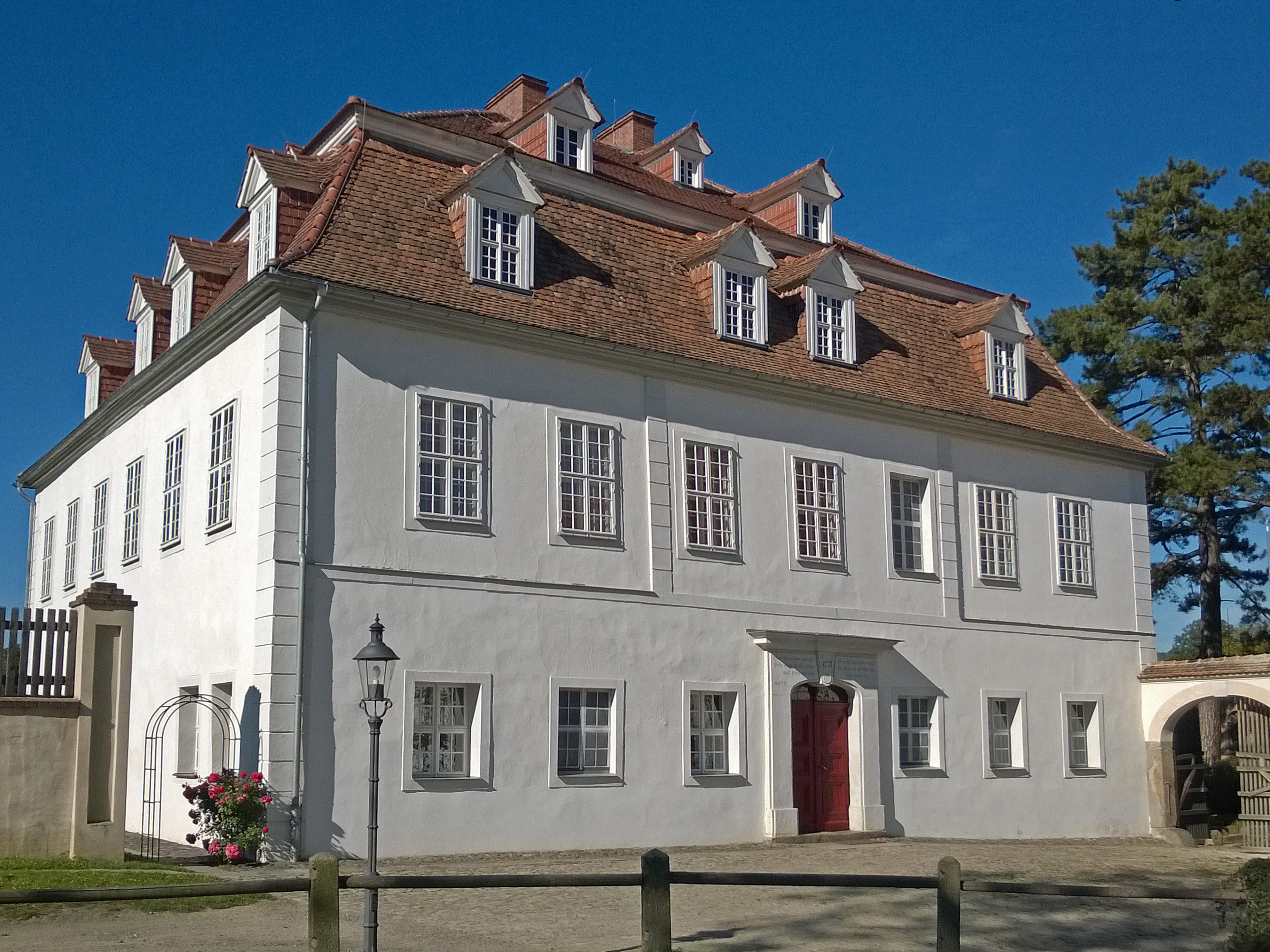
Бывший господский дом (Schloss Berthelsdorf)